# Негрулешть
Негрулешть, Негрулешті (рум. Negrulești) — село у повіті Вилча в Румунії. Входить до складу комуни Бербетешть.
Село розташоване на відстані 176 км на північний захід від Бухареста, 22 км на захід від Римніку-Вилчі, 92 км на північ від Крайови, 132 км на південний захід від Брашова.

## Населення
За даними перепису населення 2002 року у селі проживали 553 особи.
Національний склад населення села:
| Національність | Кількість осіб | Відсоток |
| -------------- | -------------- | -------- |
| румуни         | 545            | 98,6%    |
| цигани         | 8              | 1,4%     |

Рідною мовою назвали:
| Мова      | Кількість осіб | Відсоток |
| --------- | -------------- | -------- |
| румунська | 546            | 98,7%    |
| циганська | 7              | 1,3%     |